# Entandrophragma delevoi
Entandrophragma delevoi es una especie de árbol perteneciente a la familia Meliaceae. Es originaria de África.

## Descripción
Es un árbol semi-siempreverde que alcanza los 27-35 m de altura, tiene una corona redondeada, el fuste recto y cilíndrico de unos 20 m de largo, y 1,5 m de diámetro, ligeramente apoyado en la base; la corteza es de color gris marrón, que se descama en grandes piezas, las ramillas terminales son glabras.

## Distribución y hábitat
Forma  parches en los bosques perennifolios secos; y en matorrales en suelos bien drenados, por lo general junto con Parinari excelsa, Syzygium guineense; y en las riberas de los ríos, a una altitud de 1200-1675 metros.

## Ecología
Esta planta sirve de alimento a las larvas de la mariposa Charaxes brutus.